# Polar 3
Le Polar 3 est un Dornier 228, détenu et exploité par l'Institut Alfred Wegener, et abattu au sud de Dakhla, au Sahara occidental, par des guérilleros du Front Polisario le 24 février 1985.
Polar 2 et Polar 3 sont les premiers avions allemands à atteindre le pôle Sud lorsqu'ils y atterrissent en décembre 1984. C'est en revenant d'une mission de cinq mois dans l'Antarctique, après avoir été basés à la station de recherche du Gondwana, que Polar 3 est abattu. Pendant son séjour en Antarctique, le Polar 2 a été endommagé et l'essentiel du travail d'étude dû être effectué par Polar 3.

## Incident
Le Polar 3 (FL 90) et le Polar 2 (FL 110) sont deux avions d'étude et de recherche de l'Institut Alfred Wegener qui reviennent d'une mission en Antarctique. Le 24 février, vers 14 h 45 heure locale, les deux avions décollent de Dakar, au Sénégal, à destination de l'aéroport de Lanzarote, aux îles Canaries. Leur altitude de croisière est de 2 750 m,.  La destination finale des deux avions est l'installation aéronautique de Dornier près d'Oberpfaffenhofen en Bavière, en Allemagne.
Le dernier contact radio établi avec Polar 3 se produit vers 16 h 30 GMT. Quelques instants après, il est abattu au sud de Dakhla par des guérilleros du Polisario. L'incident semble être dû à la confusion du Polar 3 avec un avion espion marocain. Les trois membres de l'équipage du Polar 3 – le pilote Herbert Hampel, le copilote Richard Möbius (tous deux 47 ans) et le mécanicien Josef Schmid (28 ans) – sont tués. Le Polar 2, devançant le Polar 3 de cinq minutes, s'échappe indemne. Les corps de l'équipage du Polar 3 sont finalement retrouvés cinq jours plus tard.

## Réaction
Le gouvernement allemand ne reconnait pas à l'époque la revendication du Maroc sur le Sahara occidental, restant neutre dans le conflit. Il critique vivement cet incident.
Le Front Polisario admet avoir abattu le Polar 3 mais rejette la faute sur le Maroc, affirmant que le Maroc utilise des Dornier 228 comme avions espions. Les combattants du Polisario ayant pris ce 228 en particulier comme un avion espion marocain et ignorant alors que le Maroc avait ouvert l'espace aérien au-dessus de la zone de combat. L'année précédant cet incident, le Front Polisario avait abattu trois avions : deux marocains et un belge.
Le Maroc nie l'utilisation d'avions Dornier 228. La question posée est de savoir pourquoi le contrôle de la circulation aérienne à Dakar a dirigé l'avion au-dessus du territoire contesté et potentiellement dangereux du Sahara occidental plutôt que de l'espace aérien sûr à l'ouest au-dessus de l'océan Atlantique. 

## L'avion
Polar 3 est une version spéciale du Dornier 228-101. L'avion est équipé d'une roue et d'un train d'atterrissage à ski, lui permettant d'atterrir sur la neige ainsi que sur des surfaces dures. L'avion a des générateurs modifiés à bord, des réservoirs supplémentaires et du matériel de dégivrage pour les hélices et les ailes. Il est spécialement isolé pour une utilisation dans les régions polaires.
Les Polar 2 et 3 pèsent près de sept tonnes et peuvent être utilisés pour des missions de prospection ainsi que pour des missions de transport et de recherche et sauvetage.
L'équipement scientifique transporté par l'avion est utilisé pour mesurer le champ magnétique et de gravité de la Terre, la conductivité de surface, les températures de surface, l'épaisseur de la glace et les plans topographies sous la surface de la glace.